# Upplands runinskrifter 488
Upplands runinskrifter 488 är ett vikingatida runstensfragment av grå granit i Morby, Mora stenar, Lagga socken och Knivsta kommun. Fragmentet har måtten 57 gånger 42 gånger 18 centimeter. U 488 finns uppställd i en plantering på Ängsvaktartorpets gårdsplan.

## Inskriften
Translitterering av runraden:
...ra : kuþ hial... ...
Normalisering till runsvenska:
... Guð hial[pi] ...
Översättning till nusvenska:
... Gud hjälpe ...